# Гай Азіній Галл
Гай Азіній Галл (лат. Gaius Asinius Gallus) (41 до н. е. — 33 до н. е.) — політичний діяч ранньої Римської імперії, консул 8 до н. е.

## Життєпис
Походив з роду нобілів Азініїв. Син Гая Азінія Полліона, консула 40 року до н. е., та Квінкції. Гай Галл з 17 року до н. е. входив до колегії квіндецемвірів священнодійств. У 16 році до н. е. став монетарієм. У 11 році до н. е. Азіній обіймав посаду претора. У цьому ж році одружився з Віпсанією Агрипиною, донькою Марка Віпсанія Агріппи, з якою незадовго до того з династичних міркувань розлучився Тиберій, майбутній імператор. Цей шлюб послужив причиною стійкої неприязні Тиберія до Азінія Галла.
У 8 році до н. е. був обраний консулом разом з Гаєм Марцієм Цензоріном. Під час своєї каденції влаштував святкування на честь германських перемог Друза. Був звинувачений у підкупі виборців, проте Октавіан Август утримався від розслідування цієї справи. Водночас Азіній був призначений куратором берегів Тибру. З 6 до 5 року до н. е. обіймав посаду проконсула провінції Азія. У 14 році н. е., обговорюючи можливих претендентів на вищу владу в державі, Октавіан Август сказав, що Азіній Галл хотів би зайняти це місце, але недостатньо обдарований.
Після смерті Августа, Азіній Галл вніс пропозицію, щоб похоронна процесія пройшла під тріумфальною аркою. Згодом у сенаті умовляв Тиберія прийняти на себе верховну владу. У 15 році підтримав пропозицію карати театральних акторів різками з метою припинення постійних заворушень у театрі, проте рішення не було прийнято. У 16 році, після засудження Марка Лівія Друза за підготовку державного заколоту, Азіній запропонував вважати святковим день його самогубства. Тоді ж заперечував проти посилення законів проти розкоші. Домігся, щоб судові справи, що вимагають рішення сенату, не розглядалися у відсутність імператора. Запропонував обирати вищих посадових осіб відразу на п'ятиріччя вперед, проте Тиберій висловився проти цієї пропозиції, бо воно обмежувало владу принцепса.
У 20 році Азіній Галл відмовився захищати Гнея Кальпурнія Пізона, обвинуваченого у вбивстві Германіка, прийомного сина Тіберія. У 24 році зажадав присудити до заслання і конфіскації половини майна Созію Галлу, наближену Агріпіни, звинувачену в образу величі римського народу. У цьому ж році запропонував заслати Вібія Серена, засудженого за підготовку заколоту, на безводні острови Гіарі або Донус. У 28 році Тиберій у листі сенату висловив якісь туманні звинувачення, натякаючи на Агріпіну Старшу та її сина Нерона. У відповідь Азіній попросив Тиберія назвати імена тих, кого він побоюється, — чим викликав досаду принцепса.
У 30 році Галл вніс до сенату низку пропозицій стосовно присудження Сеяну, фавориту Тиберія, особливих почестей. Тиберій вважав поведінку Галла підозрілою, тому викликав його у свою резиденцію на о. Капрі, водночас спрямував сенату листа із звинуваченнями на адресу Галла. Сенат засудив останнього до смерті. Страта, однак, була відстрочена, й протягом 3 років Азіній Галл утримувався під вартою в суворих умовах. У 33 році він помер від голоду — невідомо, насильно чи з власної волі. Вже після смерті Гая Азінія Галла імператор Тиберій оголосив, що той перебував у любовному зв'язку з Агріпіною Старшою.

## Творчість
Гай Азіній Галл займався дослідження красномовства та граматики, зокрема, написав трактат з ораторського мистецтва, в якому порівнював Цицерона зі своїм батьком і віддавав перевагу останньому.

## Родина
Дружина — Віпсанія Агріппіна
Діти:
- Гай Азіній Полліон, консул 23 року н. е.
- Марк Азіній Агріппа, консул 25 року н. е.
- Квінт Азіній Галл
- Гней Азіній Салонін
- Сервій Азіній Целер, консул-суфект 38 року н. е.
- Азінія, дружина Публія Помпонія Грецина.